# کلون در

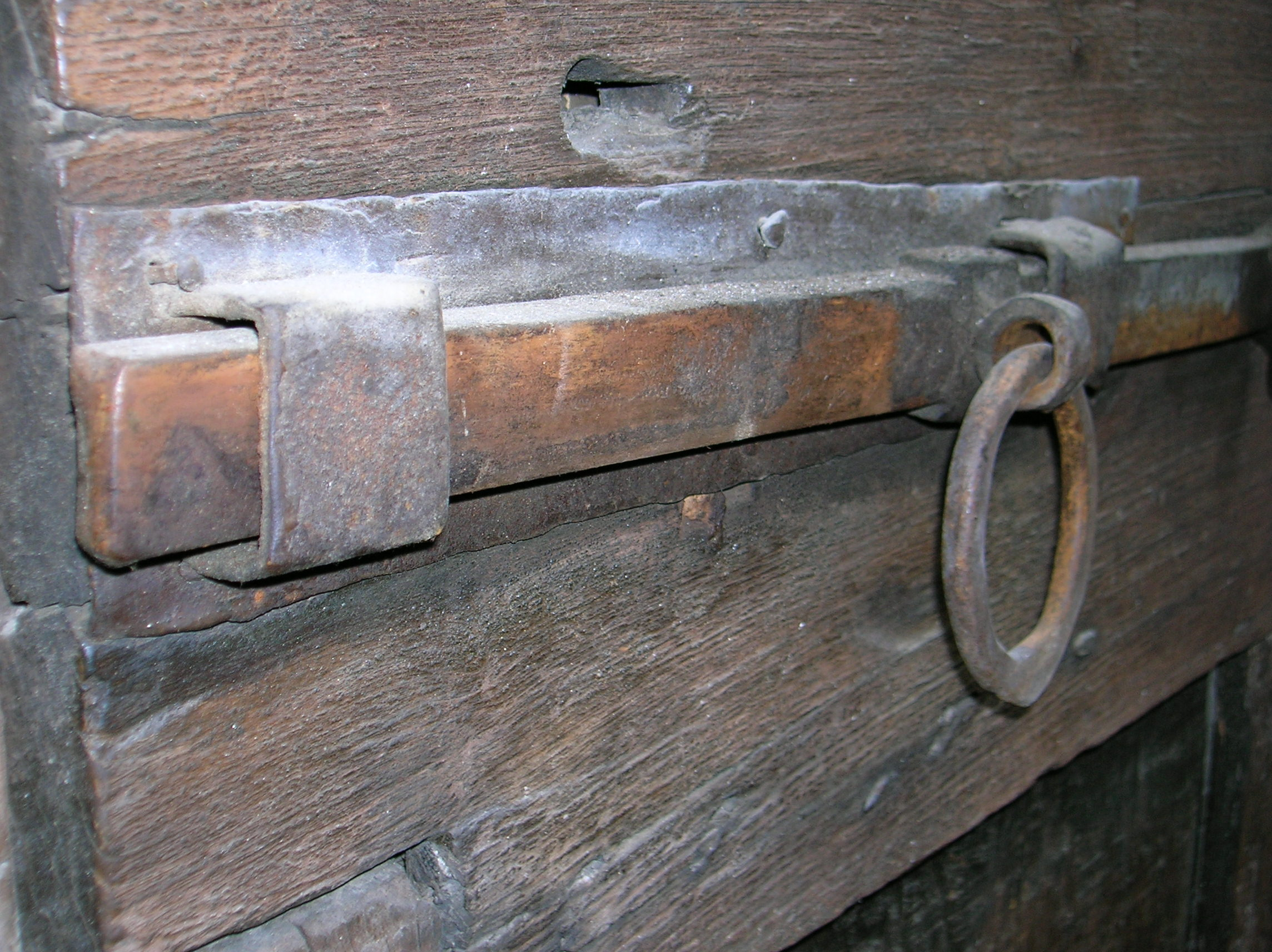
کلون قدیمی

یک چفت امروزی

کُلون یا چفت قطعهٔ چوبی یا فلزی است که به پشت در نصب می‌کنند تا به وسیلهٔ آن در را از داخل ببندند.